# Trigonia echiteifolia
Trigonia echiteifolia är en tvåhjärtbladig växtart som beskrevs av Henry Hurd Rusby. Trigonia echiteifolia ingår i släktet Trigonia och familjen Trigoniaceae. Inga underarter finns listade i Catalogue of Life.